# 세계기록유산

세계기록유산의 이전로고

유네스코 세계기록유산( - 世界記錄遺産) 또는 유네스코 세계의 기억 프로그램(영어: UNESCO Memory of the World Programme/Program)은 유네스코에서 기록물에 대해 제정하는 문화유산이다. 국제자문위원회가 심사하고 유네스코 사무총장이 승인하는 형식으로 선정된다. 국제자문위원회 회의는 1997년부터 매 2년마다 개최되고 있다.

## 등재 기준
세계기록유산 등재 기준은 다음과 같다.
먼저 세계적 가치의 여부가 있다. 세계적 가치를 충족하려면 다음의 기준에 적합해야 한다.
1. 변화의 시기를 반영하는 시간성 (Time) : 역사적 중요시기를 이해하는데 중요하거나 그 시기를 특별한 방법으로 반영하는 자료
2. 역사발전에 기여한 장소나 지역관련 정보 (Place) : 세계사 또는 세계문화 발전에 기여한 지역에 대한 정보를 지닌 자료
3. 역사에 기여한 개인의 업적 (People) : 세계사 또는 세계문화에 기여한 인물에 관련된 자료
4. 세계사의 주요 주제 (Subject/Theme) : 세계사 또는 세계문화의 주요사항을 기록한 자료
5. 형태나 스타일에 있어 표본 (Form and Style) : 뛰어난 미적 양식을 보여주는 자료
6. 사회적, 정신적, 문화적 중요성 (Social/Spiritual/Community Significance) : 뛰어난 사회적·문화적 또는 정신적 가치를 가지는 자료

그 외의 기준에는 신빙성, 유일성과 영향력 등이 있다.
- 신빙성은 유물이 진품이며, 그 실체와 근원지가 정확한 자료이어야 한다는 것이다.
- 유일성과 영향력은 등재될 유산이 유일하며 대체불가능해야 하며 유물의 손실 또는 훼손이 인류 유산에 막대한 손실을 초래하고, 일정기간 동안 세계의 특정 문화권에서 역사적 의미를 가진 자료여야 한다는 것이다.
- 추가기준으로는 완성도 또는 완전성에 있어 탁월한 자료, 독특하거나 희귀한 자료 등이 있다.

## 등재 절차
세계기록유산의 등재절차는 다음과 같다.
- 등재 신청 대상 선정 :	각 나라의 문화재위원회가 심의하고 문화재 관리자가 그 대상 유산을 선정하다. (대한민국의 경우 문화재위원회의 심의를 거쳐 문화재청장이 그 대상 유산을 선정한다.)
- 등재신청 서류를 유네스코에 제출 : 제출처는 유네스코 사무국이며 제출시기는 매 2년마다 3월말까지 제출한다. 제출서류는 신청서(영문) 및 부속자료(사진, VTR, 오디오, 관련도서, 지도)이다. 유네스코 사무국은 서류를 제출한 각 당사국에 등재신청 서류의 보완을 요청할 수 있다.
- 국제자문위원회 심사 :	각 나라에서 서류를 제출한 후 이듬해 유네스코 세계기록유산 국제자문위원회에서 심사 및 등재를 권고한다. 국제자문위원회(IAC: International Advisory Committee)는 유네스코 사무총장이 임명하며 임기는 4년이고 전문가 14인으로 구성된다.
- 유네스코 사무총장의 승인 : 유네스코 사무총장의 승인을 거쳐 세계기록유산으로 등재된다.

지금까지 국제자문위원회는 193개의 문서 항목을 세계기록유산으로 등재했다. 각각의 등재 문서 항목은 2년마다 열리는 국제자문위원회(IAC) 회의에서 결정된다.

## 등재 현황

### 대륙별 등록 현황
| 대륙                                       | 등재 수 |
| ------------------------------------------ | ------- |
| 아프리카의 세계기록유산                    | 35      |
| Memory of the World Register – Arab States | 17      |
| 아시아와 오세아니아의 세계기록유산         | 154     |
| 유럽의 세계기록유산                        |         |
| 아메리카의 세계기록유산                    |         |
| Memory of the World Register – Other       | 7       |
| Total                                      | 494     |

### 국가별 등록 현황
| 순위 | 국가           | 등재 수 | 각주 및 비고 |
| ---- | -------------- | ------- | ------------ |
| 1    | 독일           | 29      | 2023년 기준  |
| 2    | 영국           | 24      | 2023년 기준  |
| 3    | 네덜란드       | 21      | 2023년 기준  |
| 4    | 프랑스         | 20      | 2023년 기준  |
| 4    | 대한민국       | 20      | 2025년 기준  |
| 6    | 폴란드         | 18      | 2023년 기준  |
| 7    | 오스트리아     | 15      | 2023년 기준  |
| 7    | 중화인민공화국 | 15      | 2023년 기준  |
| 7    | 러시아         | 15      | 2023년 기준  |
| 10   | 스페인         | 14      | 2023년 기준  |
| 10   | 인도           | 11      | 2023년 기준  |

### 대한민국의 세계기록유산 목록
|                                                                           | 년도 | 소장 | 참고사항 |
| ------------------------------------------------------------------------- | ---- | --- | -------- |
| 훈민정음(해례본)                                                          | 1997 | 대한민국 간송미술관 |          |
| 조선왕조실록 [朝鮮王朝實錄]                                               | 1997 | 정족산본, 오대산본·상편 : 서울대학교 규장각 ,태백산본 : 국가기록원 |          |
| 승정원일기(承政院日記)                                                    | 2001 | 서울대학교 규장각 |          |
| 『불조직지심체요절』 하권-佛祖直指心體要節 (下卷)                         | 2001 | 프랑스 국립도서관(Bibliothèque nationale de France) |          |
| 조선왕조 『의궤(儀軌)』                                                   | 2007 | 규장각(奎章閣), 장서각 |          |
| 고려대장경판 및 제경판(高麗大藏經板-諸經板)                               | 2007 | 해인사(海印寺) |          |
| 동의보감(東醫寶鑑)                                                        | 2009 | 국립중앙도서관장 등 4곳 |          |
| 일성록(日省錄)                                                            | 2011 | 서울대학교 규장각 |          |
| 5·18 광주 민주화운동 기록물                                               | 2011 | 국가기록원, 광주광역시, 육군본부, 5·18기념재단, 국회도서관, 미국 국무성, 국방부국가기관이 생산한 5·18민주화운동 자료：국가기록원, 광주광역시 소장 군사법기관재판자료, 김대중내란음모사건자료：육군본부 소장 시민들이 생산한 성명서, 선언문, 취재수첩, 일기：광주광역시 소장 흑백필름, 사진：광주광역시, 5·18기념재단 소장 시민들의 기록과 증언：5·18기념재단 소장 피해자들의 병원치료기록：광주광역시 소장 국회의 5·18광주민주화운동 진상규명회의록：국회도서관 소장 국가의 피해자 보상자료：광주광역시 소장 미국의 5·18 관련 비밀해제 문서：미국 국무성, 국방부 소장 |          |
| 난중일기(亂中日記)』: 이순신 장군의 진중일기(陣中日記)                    | 2013 | 현충사(顯忠祠) |          |
| 새마을운동 기록물                                                         | 2013 | 국가기록원(國家記錄院), 새마을운동중앙회 |          |
| 이산가족을 찾습니다                                                       | 2015 | KBS |          |
| 한국의 유교책판(儒敎冊版)                                                 | 2015 | 한국국학진흥원(韓國國學振興院) |          |
| 조선통신사에 관한 기록 – 17세기~19세기 한일 간 평화구축과 문화교류의 역사 | 2017 | 서울대학교 규장각한국학연구원, 국립중앙도서관, 국사편찬위원회 외 25곳 |          |
| 조선왕실 어보와 어책                                                      | 2017 | 국립고궁박물관 |          |
| 국채보상운동 기록물                                                       | 2017 | 한국금융사박물관, 국사편찬위원회, 국가기록원, 독립기념관, 국립고궁박물관, 국채보상운동기념사업회, 한국연구원, 서울대학교 중앙도서관, 고려대도서관, 연세대 학술정보원 등 |          |
| 4·19혁명기록물                                                            | 2023 | |          |
| 동학농민혁명기록물                                                        | 2023 | |          |
| 제주 4·3 기록물                                                           | 2025 | |          |
| 산림녹화 기록물                                                           | 2025 | |          |

2025년 기준 대한민국의 세계기록유산은 20건이다. 인류는 문화유산의 다양한 가치들이 내재된 문화유산을 통해 인류의 영속성을 확인하게 되고, 보다 큰 범위에서 인류 공동체 의식을 느끼게 되므로 인류 공동의 가치를 보호하기 위해 문화유산을 지켜야한다는 당위성이 있다.

## 같이 보기
- 세계유산 잠정목록
- 유네스코
- 유네스코 한국위원회
- 세계유산
- 인류무형문화유산
- 생물권보전지역
- 세계지질공원
- 세계 책의 수도
- 유네스코 창의도시 네트워크
- 유네스코 글로벌 학습도시 네트워크
- 유네스코 학습도시상
- 유네스코 국제상
  - 유네스코 세종대왕 문해상
  - 유네스코 직지상
- 국제 기념일